# Villa Alvary (Tabarz)
Die Villa Alvary war der Wohnsitz des Wagnersängers Max Alvary in Tabarz.
Auf dem Nachbargrundstück von Carl Spindler in Tabarz im Ortsteil Cabarz an der heutigen Max-Alvary-Straße am Datenberg ließ der Opernsänger Max Alvary 1892/1893 die Villa Alvary für sich und seine Familie errichten. Genaugenommen waren es sogar zwei Villen, eine im englischen Landhausstil, die andere als Fachwerkbau im thüringischen Stil, die auf dem großen Obstgarten über einen Laubengang miteinander verbunden waren.
Als besondere Tatsache darf gelten, dass Alvary auf einem eigentlich unverkäuflichen Grundstück des Herzogs von Coburg und Gotha ein Haus bauen lassen durfte. Um das Grundstück zu erlangen, hatte er in Gotha zwei Mal kostenlos gesungen. Das Haus blieb bis 1913 in Familienbesitz.
Es diente später als Genesungsheim, wie u. a. einer alten Postkarte zu entnehmen ist. Die Gebäude in Alvarys Garten wurden bis 2005 abgerissen.